# Los Tomillares

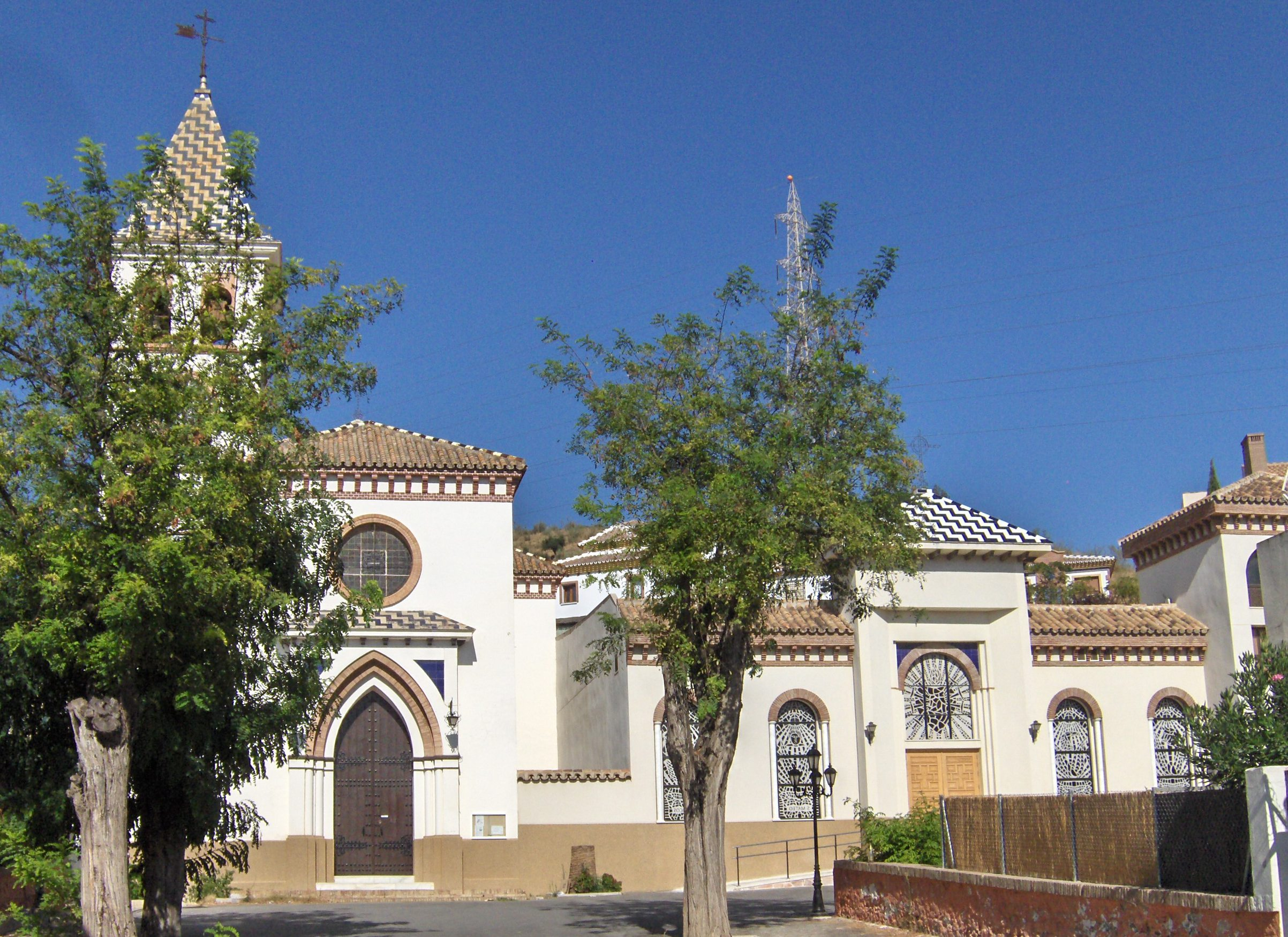
Iglesia de los Dolores.

Los Tomillares es un barrio perteneciente al distrito Puerto de la Torre de la ciudad andaluza de Málaga, España. Según la delimitación oficial del ayuntamiento, limita al norte con los barrios de Los Morales y Los Morales 1; al este, con los barrios de Torremar y El Atabal; al sur y al oeste, con el barrio de El Tomillar; y al noroeste, con Los Almendros.

## Transporte
En autobús queda conectado mediante las siguientes líneas de la EMT: 
| Línea | Trayecto                               | Recorrido | Frecuencia                              |
| ----- | -------------------------------------- | --------- | --------------------------------------- |
| 21    | Alameda Principal - Puerto de la Torre | Recorrido | 12 minutos                              |
| N4    | Alameda Principal - Puerto de la Torre | Recorrido | 23.30, 1.00 (Alameda) 0.15 (Pto. Torre) |